# Gabriel Chaves

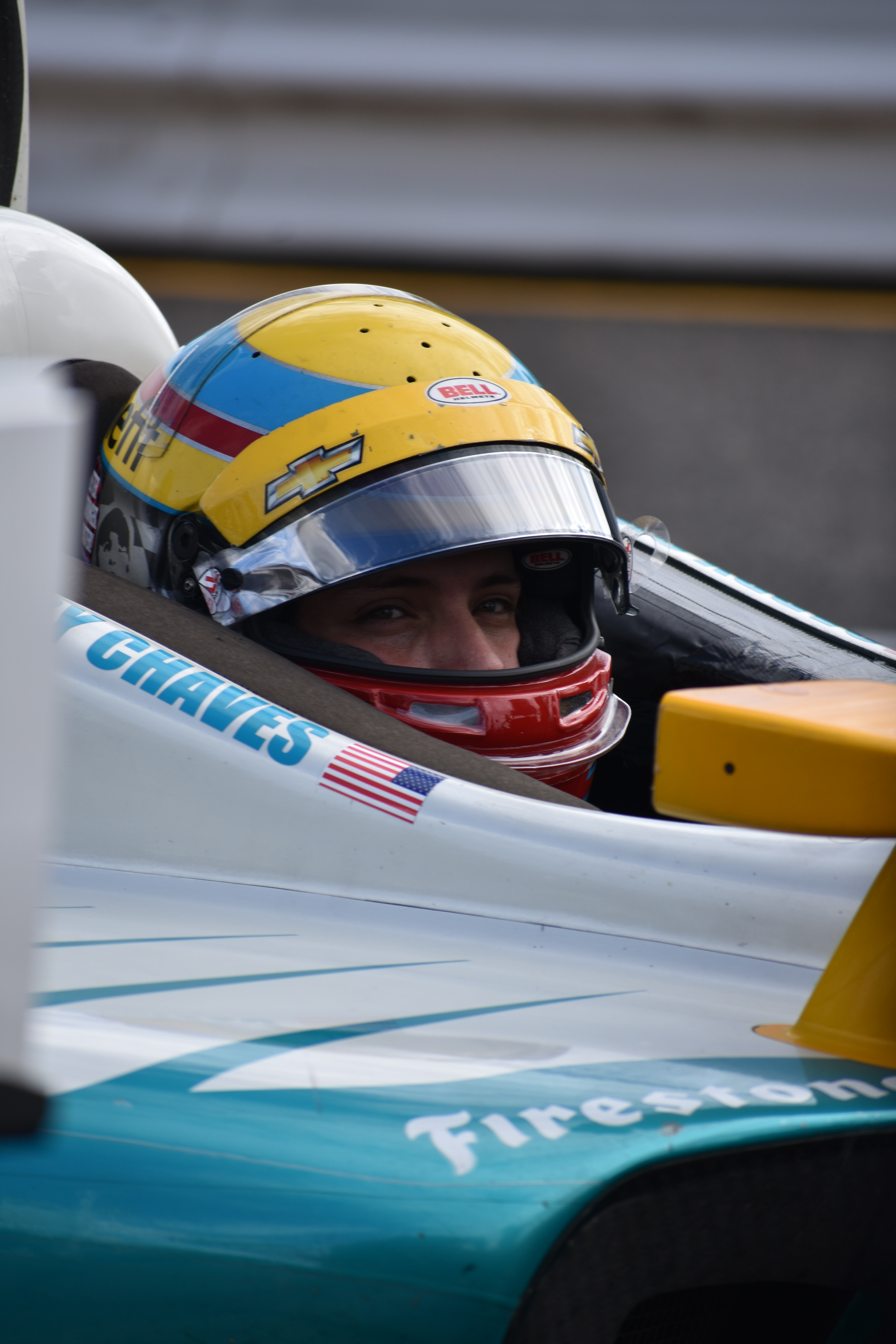
Gabriel Chaves in 2018

Gabriel "Gabby" Chaves (Bogotá, Colombia, 7 juli 1993) is een Amerikaans-Colombiaans autocoureur.
Nadat hij een aantal kampioenschappen behaalde in het karting, begon Chaves in 2007 in auto's te rijden in verschillende Skip Barber-kampioenschappen in de Verenigde Staten. In 2008 maakte hij zijn professionele debuut in de Formule BMW Verenigde Staten en eindigde als vierde in de Formule BMW Pacific en als veertiende in de Formule BMW World Final. In 2009 nam hij een geheel seizoen deel in de Formule BMW Verenigde Staten voor het team EuroInternational en won de titel met 5 overwinningen en 3 polepositions. In 2010 ging hij in Europa racen in het Italiaanse Formule 3-kampioenschap voor EuroInternational. Hij eindigde als tiende in het kampioenschap en werd de "Rookie of the Year".
Op 28 maart 2011 werd Chaves officieel bevestigd om in 2011 in de GP3 te gaan rijden voor het team Addax Team.